# Casa al carrer Sant Sebastià, 1 (Bàscara)
La casa al carrer Sant Sebastià, 1 és una obra de Bàscara (Alt Empordà) inclosa a l'Inventari del Patrimoni Arquitectònic de Catalunya.

## Descripció
Situada dins del nucli urbà de la població de Bàscara, en el límit amb el nucli antic de la població, delimitat pels carrers Parets, Joan Reglà i Sant Sebastià.

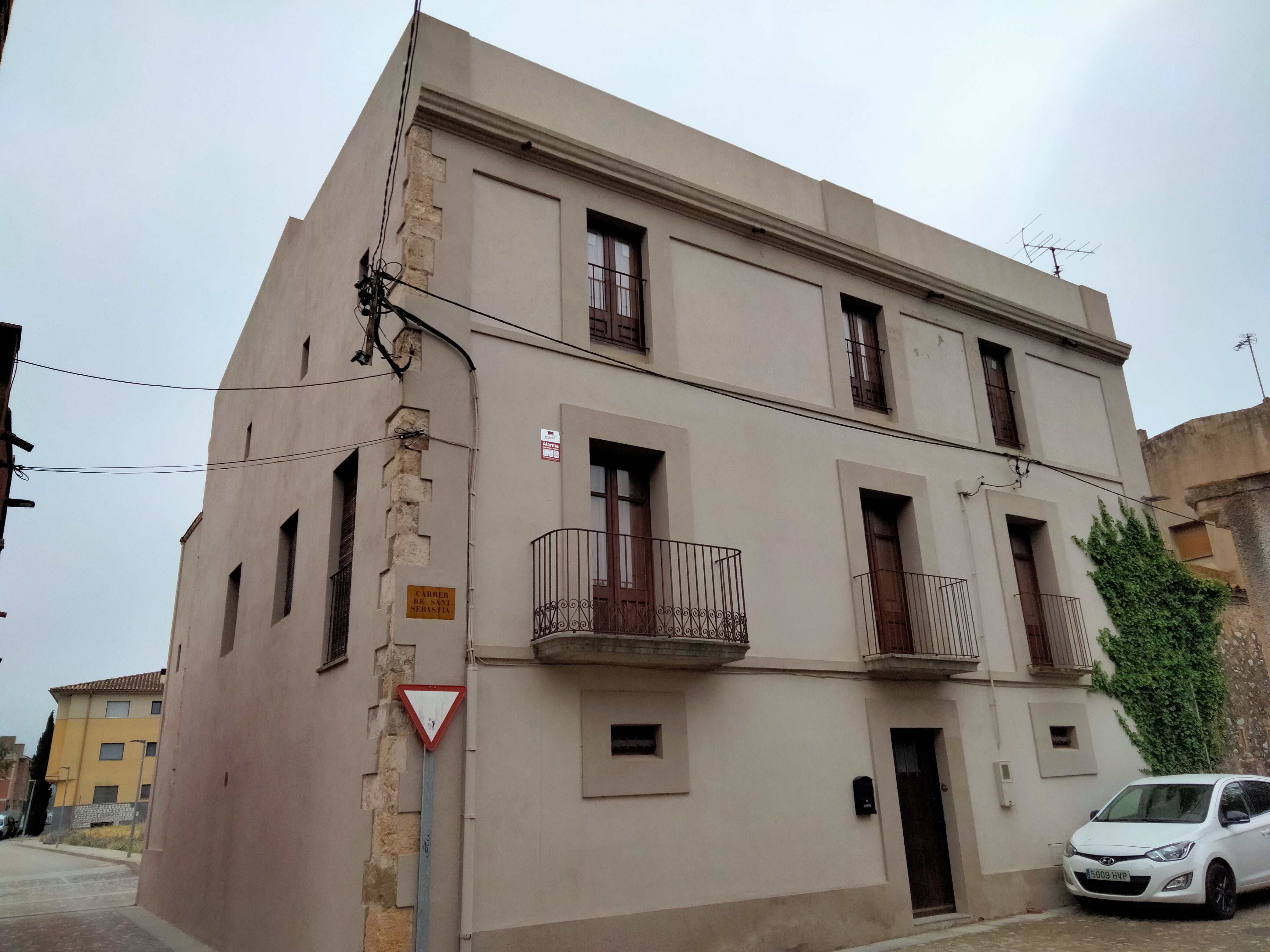
Façana principal, al carrer Sant Sebastià, cantonada amb Joan Reglà

Edifici cantoner de planta rectangular, amb la coberta de teula d'un sol vessant i terrat posterior amb badalot central. Està distribuït en planta baixa i dos pisos. Les obertures són majoritàriament rectangulars, amb l'emmarcament d'obra arrebossat. Destaca el portal d'accés des del carrer Parets, d'arc rebaixat. La façana posterior, que presenta un petit jardí davanter, és força interessant, ja que presenta una doble galeria situada a la planta baixa i al primer pis. Està formada per una successió d'arcs carpanells, sostinguts per columnes quadrades amb capitells decorats. La del pis presenta barana d'obra treballada. A la segona planta hi ha una senzilla terrassa descoberta. La façana està rematada amb una àmplia barana d'obra que delimita el terrat.
La construcció està arrebossada i pintada.

## Història
La casa està delimitada a migdia pel carrer Parets, el qual coincideix amb l'antiga vall meridional, que formava part de l'antic recinte emmurallat de la vila del segle xiii.